# Lijst van burgemeesters van Aarschot
Dit is een lijst van burgemeesters van Aarschot, een gemeente in de Belgische provincie Vlaams-Brabant.

## Lijst
| Nr. | Burgemeester | Burgemeester                                 | Ambtstermijn | Ambtstermijn | Partij | Partij            |
| --- | ------------ | -------------------------------------------- | ------------ | ------------ | ------ | ----------------- |
| 1   |              | Jan Van Ophem (1802-1882)                    | 1849         | 1872         |        | Liberale Partij   |
| 2   |              | Philippe Henri Le Corbesier (1823-1882)      | 1873         | 1882         |        | Katholieke Partij |
| 3   |              | Hendrik Jannes (1812-1899)                   | 1882         | 1884         |        | Katholieke Partij |
| 4   |              | Theophiel de Becker (1829-1908)              | 1884         | 1908         |        | Katholieke Partij |
| 5   |              | Jozef Tielemans (1865-1914)                  | 1908         | 1914         |        | Katholieke Partij |
| 6   |              | Oscar-Eugène Coomans de Brachène (1885-1979) | 1919         | 1922         |        | Katholieke Partij |
| 7   |              | Felix Daels (1890-1969)                      | 1923         | 1926         |        | Liberale Partij   |
| (6) |              | Oscar-Eugène Coomans de Brachène (1885-1979) | 1927         | 1947         |        | Katholieke Partij |
| 8   |              | Albert Coomans de Brachène (1917-2009)       | 1947         | 1950         |        | CVP               |
| 9   |              | Jan Van Nuffelen (1914-1971)                 | 1950         | 1971         |        | CVP               |
| 10  |              | Jos Pelgrims (1926-2021)                     | 1972         | 1976         |        | CVP               |
| 11  |              | Jos Daems (1926-1983)                        | 1977         | 1983         |        | PVV               |
| 12  |              | Free Coekaerts (1915-2010)                   | 1983         | 1989         |        | PVV               |
| 13  |              | Rik Daems (1959)                             | 1989         | 1994         |        | VLD               |
| 14  |              | Willy Schellens (1943-2021)                  | 1995         | 2006         |        | SP/Sp.a           |
| 15  |              | Frans Deboes (1944)                          | 2007         | 2007         |        | CD&V              |
| 16  |              | André Peeters (1954)                         | 2007         | 2018         |        | CD&V              |
| 17  |              | Gwendolyn Rutten (1975)                      | 2019         | heden        |        | Open VLD          |

## Tijdlijn
Brussels Hoofdstedelijk Gewest:
Anderlecht · 
Brussel

Vlaanderen:
Aalst · 
Aarschot · 
Antwerpen · 
 Asse · 
Beernem · 
Bertem · 
Blankenberge · 
Brugge · 
Damme · 
De Haan · 
De Panne · 
Deerlijk · 
Deinze · 
Eeklo · 
Evergem · 
Galmaarden · 
Geraardsbergen · 
Gent · 
Halle · 
Hasselt · 
Herent · 
Herk-de-Stad · 
Herzele · 
Heusden-Zolder · 
Houthalen-Helchteren · 
Ichtegem · 
Kaprijke · 
Knokke-Heist · 
Kortemark · 
Kortenberg · 
Kortrijk · 
Leuven · 
Lichtervelde · 
Lievegem · 
Lokeren · 
Maldegem · 
Mechelen · 
Moerbeke-Waas · 
Ninove · 
Oostende · 
Oostkamp · 
Poperinge · 
Roeselare · 
Ronse · 
Sint-Lievens-Houtem · 
Sint-Niklaas · 
Sint-Truiden · 
Temse · 
Tielt · 
Tienen · 
Tongeren · 
Torhout · 
Veurne · 
Waregem · 
Wellen · 
Wetteren · 
Wichelen · 
Zaventem · 
Zedelgem · 
Zele · 
Zonhoven · 
Zottegem

Wallonië: 
Charleroi · 
's-Gravenbrakel · 
Morlanwelz · 
Ophain-Bois-Seigneur-Isaac · 
Waver